# Париж (жіночий футбольний клуб)
«Париж» — французький жіночий футбольний клуб. Команда є жіночою секцією в структурі футбольного клубу «Париж» та була створена на базі команди «Жювізі Ессон». Базується в передмісті Парижа — Вірі-Шатійон. Шестиразовий чемпіон Франції.

## Історія
Заснований у 1971 році під назвою «Етуаль Спортів де Жювізі-сюр-Орж», як жіночий підрозділ клубу «Жювізі». Через чотирнадцять років, у 1985 році, команда переїхала до Вірі-Шатійона, ставши незалежним клубом і змінивши назву на «Жювізі Ессон».
У сезоні 1991-92 команда вперше у своїй історії виграла національний чемпіонат. У період з 1994 по 2006 рік клуб ставав чемпіоном країни ще п'ять разів, а у 2005 році став володарем кубка Франції. У сезоні 2012-13 команда дійшла до півфіналу Ліги чемпіонів.
6 липня 2017 року команда була придбана футбольним клубом «Париж» та стала повністю професійною.

## Досягнення
- Жіночий дивізіон 1
  -  Чемпіон (6): 1991/92, 1993/94, 1995/96, 1996/97, 2002/03, 2005/06
  -  Срібний призер (8): 1992/93, 1997/98, 1999/00, 2001/02, 2004/05, 2007/08, 2009/10, 2011/12
  -  Бронзовий призер (13): 1994/95, 1998/99, 2000/01, 2003/04, 2006/07, 2008/09, 2012/13, 2013/14, 2014/15, 2021/22, 2022/23, 2023/24, 2024/25

- Кубок Франції
  -  Володар (2): 2004/05, 2024/25